# Zhao Lihong
Zhao Lihong (förenklad kinesiska: 赵利红; traditionell kinesiska: 趙利紅; pinyin: Zhào Lìhóng), född den 4 december 1972, är en kinesisk fotbollsspelare. Vid fotbollsturneringen under OS 1996 i Atlanta deltog hon i det kinesiska lag som tog silver.